# Christian Michael Rottbøll (jurist)
 For alternative betydninger, se Christian Michael Rottbøll. (Se også artikler, som begynder med Christian Michael Rottbøll)
Christian Michael Rottbøll (4. marts 1791 – 15. januar 1884 i København) var en dansk jurist, søn af konferensråd Christian Friis Rottbøll.
Rottbøll blev student fra det Schouboeske Institut 1809, juridisk kandidat 1812, underkancellist i Højesterets justitskontor 1813, protokolsekretær i den nævnte ret 1819, assessor i Landsover- samt Hof- og Stadsretten 1820 og udnævntes 1833 til assessor i Højesteret, hvis justitiarius han var 1861-1871, da han efter ansøgning fik sin afsked med udtrykkelig tilkendegivelse af kongens tilfredshed med hans lange samvittighedsfulde og nidkære virksomhed i Statens tjeneste. 1831 var han blevet justitsråd, 1853 konferensråd, 1860 Kommandør af Dannebrog, 1863 gehejmekonferensråd og 1869 Storkors af Dannebrog.